# 李銳 (天順進士)
李銳（1425年—？），字文盛，江西新淦縣人，明朝政治人物。同進士出身。

## 生平
陝西鄉試第十五名。天順四年（1460年）庚辰科會試第二十九名，殿試登進士第三甲第九十六名。天順七年十二月（1464年）擢主事。

## 家族
曾祖父李原初。祖父李仲庸。父亲李惟址。